# Ryszard Wilczyński (ekonomista)
 Ryszard Wilczyński   (ur. 6 stycznia 1949 w Cieszynie) –  ekonomista, dr hab., wykładowca akademicki.

## Życiorys
W 1977 r. uchwałą Rady Wydziału Handlu Zagranicznego Szkoły Wyższej Planowania i Statystyki uzyskał stopień doktora nauk ekonomicznych. Uchwałą tej samej Rady Wydziału od 1990 r. doktor nauk ekonomicznych w zakresie ekonomii – rozwoju teorii rozwoju gospodarczego. Związany z Wyższą Szkołą Handlu i Finansów Międzynarodowych im. Fryderyka Skarbka w Warszawie. Obecnie pracownik naukowy Akademii Ekonomiczno-Humanistycznej w Warszawie. Swoje zainteresowania koncentruje na pięciu obszarach. Pierwszy z nich dotyczy  badań relacji między sferą finansów a wzrostem gospodarczym wykorzystujących podejście ex ante oparte na modelach opisowych i ilościowych oraz podejście ex post oparte na komparatystyce międzynarodowej i historycznej. W skład drugiego obszaru zainteresowań wchodzą badania nad ewolucją globalnej gospodarki, jej dynamiką i strukturą, z wykorzystaniem teorii wzrostu i rozwoju gospodarczego, handlu międzynarodowego, przepływów kapitałowych oraz międzynarodowej integracji.  Do dziedziny swoich zainteresowań zalicza również architekturę finansów międzynarodowych, a także integrację walutową w Europie i jej miejsce w gospodarczej integracji regionu. Jako ostatni przedmiot swoich zainteresowań wymienia transformację gospodarczą w Europie Środkowej i Wschodniej.

## Wybrane publikacje
- Międzynarodowy wymiar kryzysu finansowego lat 2007 – 2009, [w:] Globalny kryzys a gospodarka Polski, Warszawa, 2009.
- Development and Employment in the Context of the Lisbon Strategy, red. Wilczyński R., Warszawa, 2008.
- EU Economy in a Global Context, [w:] Development and Employment in the Context of the Lisbon Strategy, Warszawa, 2008.
- Międzynarodowy Fundusz Walutowy a globalizacja rynków finansowych, [w:] Globalizacja rynków finansowych. Implikacje dla Polski, red. Małecki W., Warszawa, 2007.
- Macroeconomic policy during the transition and beyond, [w:] The Egyptian-Polish Second Economic Conference, Cairo, 2006.